# Łącznik manewrowy
Łącznik manewrowy (ang. control switching device) – łącznik elektryczny przeznaczony przede wszystkim do pracy manewrowej, czyli pracy łączeniowej łącznika w warunkach roboczych części układu elektroenergetycznego, której elementem jest ten łącznik.
Przymiotnik manewrowy oznacza łącznik przystosowany do pracy z dużą liczbą łączeń, a więc odznaczają się dużą trwałością łączeń i dużą trwałością mechaniczną.
W instalacjach elektrycznych łączniki manewrowe określane są jako łączniki instalacyjne.